# أولاد خليفة الجنوبية (مرشوش)
أولاد خليفة الجنوبية هي إحدى مشيخات المملكة المغربية، تتبع جغرافيا لإقليم الخميسات وإداريًا لمرشوش. يقدر عدد سكانها بـ 3423 نسمة حسب الإحصاء الرسمي للسكان والسكنى لسنة 2004.